# Vall d'Hebron Institut de Recerca (edifici)
El Vall d'Hebron Institut de Recerca (VHIR) és l'edifici central de la institució Vall d'Hebron Institut de Recerca, situat al recinte de l'Hospital Universitari Vall d'Hebron, al barri de Montbau de Barcelona. Va obtenir el Premi FAD d’Arquitectura i Interiorisme 2025.
Està situat entre l'edifici de la UAB del Campus Vall d'Hebron i el de l'Hospital de Traumatologia, Rehabilitació i Cremats, on hi havia l'antiga bugaderia de l'hospital. Inaugurat el desembre de 2024, va ser projectat pels arquitectes Jordi Badia, Miquel Espinet i Jero Gutiérrez (BAAS Arquitectura i Espinet/Ubach). Té una superfície de prop de 17.000 m².
L'edifici, d'una sola façana i la coberta enjardinada, s'integra topogràficament a l'entorn. Destaca l'ús de materials en el seu estat natural, com el formigó, de la mateixa tonalitat que el terra que l'envolta, la fusta i el ferro en brut. Consta de planta soterrani, on s'hi ubicarà un ciclotró i el centre de teràpies avançades; planta baixa, amb recepció, administració i sala d'actes; plantes 1 i 2, destinades als laboratoris de recerca, i un Hub d'Innovació /espai reserva.